# Thomas Patch
Pour les articles homonymes, voir Patch.
Thomas Patch, né le 13 mars 1725 à Exeter et mort le 30 avril 1782 à Florence, est un peintre anglais, graveur à l'eau-forte, physionomiste et historien de l'art. Il gagne sa vie en peignant des vues de Florence et de Tivoli et semble avoir vendu un certain nombre de groupes de caricatures peintes à des membres de la communauté anglo-florentine et à de jeunes hommes britanniques du Grand Tour. La plus grande collection de ses peintures et gravures se trouve à la Lewis Walpole Library à Farmington, Connecticut.

## Biographie
Thomas Patch naît en 1725 à Exeter. Fils d'un médecin distingué, il est prévu qu'il devienne apothicaire. N'achevant pas ses études de médecine, il se rend à Rome en 1747 avec Richard Dalton, qui allait devenir le bibliothécaire de George III. À Rome, il rencontre Joshua Reynolds qui, à l'époque, produit un certain nombre de groupes de caricature. Il travaille d'abord pour Joseph Vernet, réalisant des paysages de Tivoli et des pastiches de l'œuvre de Vernet. En 1755, il est banni de Rome par le Tribunale della Santa Inquisizione, apparemment pour indiscrétion homosexuelle,,,. Il s'enfuit à Florence où il reste pour le reste de sa vie. Il est aidé par son ami Sir Horace Mann, un envoyé britannique et un interlocuteur avec les touristes britanniques arrivant à Florence,. Il achève à Florence une étude détaillée de la physionomie humaine qui, à sa grande tristesse, est volée et brûlée. Malgré cela, il subsiste quelques preuves de son travail dans ce domaine. En 1768 et 1769, il produit un certain nombre d'estampes, dont certaines servent à identifier certains des personnages de la vingtaine de groupes de caricatures peintes qu'il a réalisées dans les années 1760 et au début des années 1770. Ces toiles sont ses œuvres les plus connues, bien que les modèles aient souvent été mal identifiés.
En outre, Patch est l'un des premiers artistes à étudier sérieusement l'art italien ancien et il publie des séries de gravures qui reproduisent des œuvres de Giotto, Masaccio, Ghiberti et Fra Bartolommeo. Il est possible qu'il ait eu l'intention d'en produire beaucoup d'autres. Le volume consacré à Fra Bartolommeo, publié en 1772, est inscrit, La vie de Frá Bartolommeo della Porta, un peintre toscan, avec ses œuvres, gravées à partir des images originales, dédié, à l'honorable Horace Walpole, un promoteur intelligent des beaux-arts, par son très obéissant et humble serviteur Thomas Patch. Walpole, parent d'Horace Mann, du Premier ministre et grand collectionneur d'art, est un contact évident et utile. En outre, Patch, comme beaucoup d'autres expatriés, complète ses revenus en fournissant des œuvres d'art aux Grands Touristes. L'œuvre la plus célèbre à laquelle il est associé est une sculpture de Giambologna.

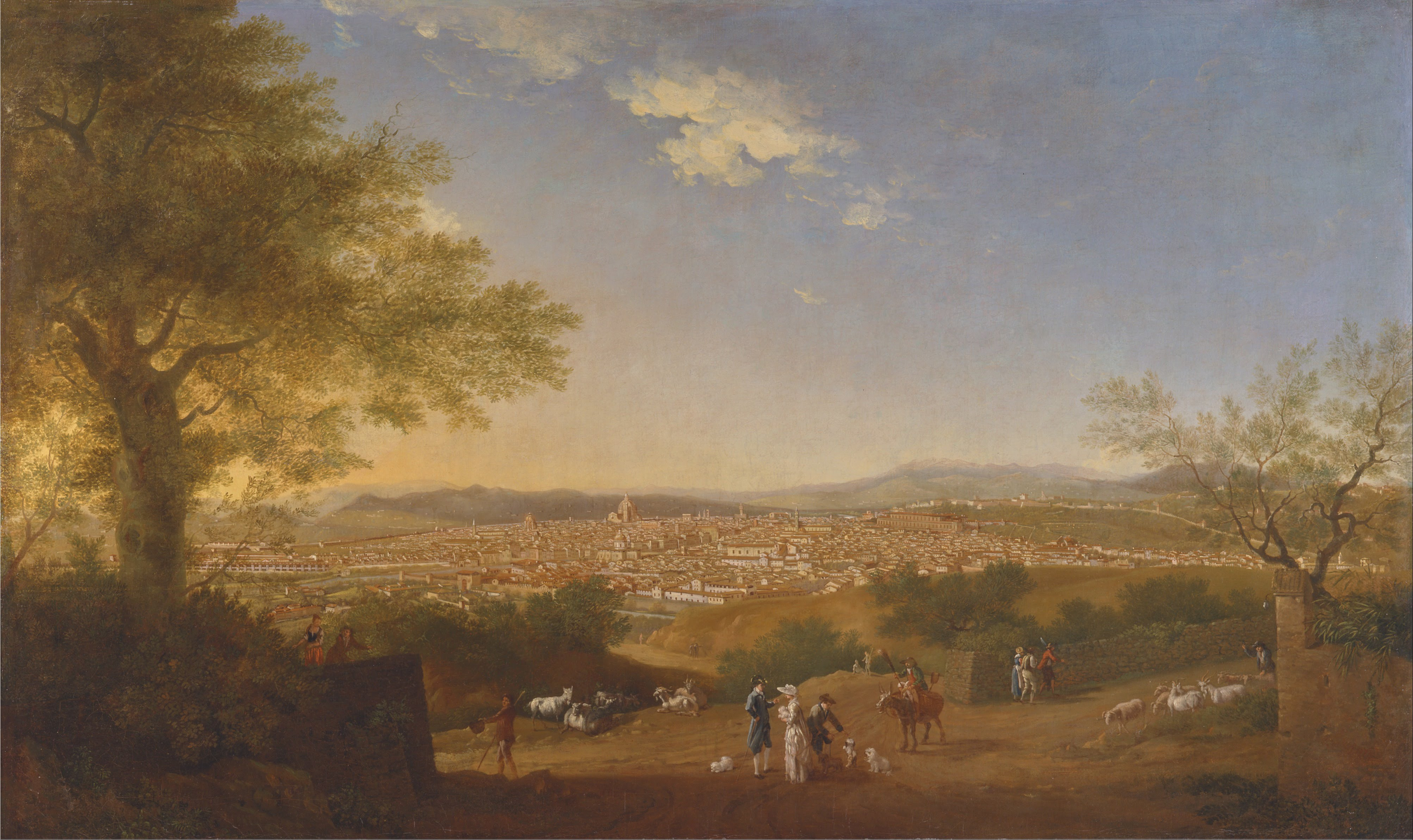
Une vue panoramique de Florence depuis Bellosguardo, 1775.

Vers 1763, Patch réalise trois vues de Florence qui font maintenant partie de la collection royale achetée par George III. La « peinture de ponts », comme il appelait ses vues de Florence, semble être son activité la plus lucrative. Deux toiles du mont Vésuve dans les Offices à Florence lui sont attribuées, mais elles ne sont pas universellement acceptées comme authentiques.
Vers la fin de sa vie, sa production de peintures ralentit et il est déçu de ne pas être dans la capacité à mener à bien ses projets. Il subit une attaque d'apoplexie chez Mann le 29 avril 1782 et meurt dans sa propre maison de l'autre côté de la rue le lendemain.

## Représentation

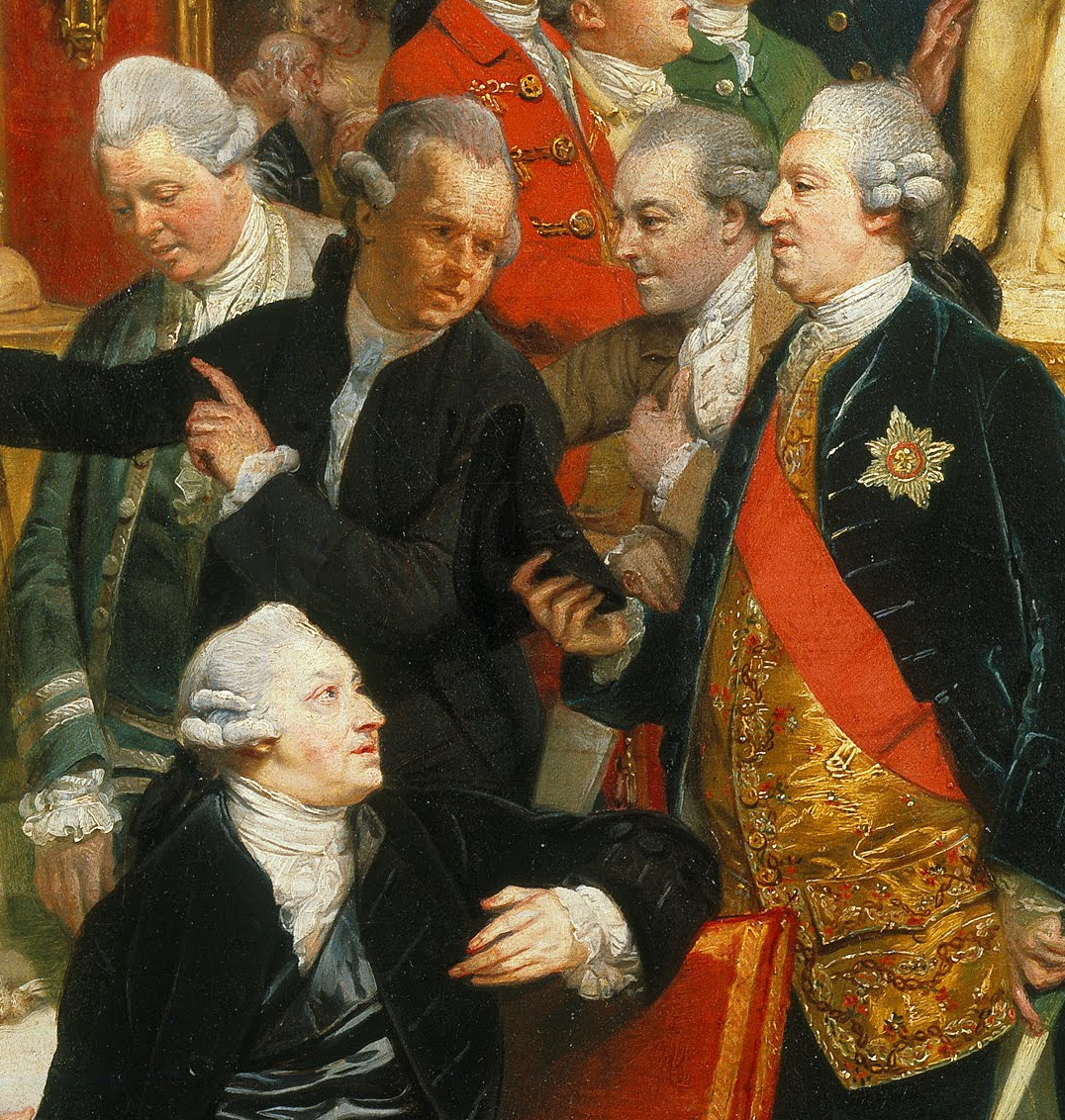
Détail de la Tribune des Offices. De gauche à droite (debout): M. Gordon, Patch, Sir John Taylor Bt, Sir Horace Mann et devant Felton Hervey.

Patch apparaît dans "La Tribune des Offices " de Johann Zoffany où nous le voyons engagé avec Sir Horace Mann et compagnie pour apprécier les charmes de la Vénus d'Urbino. Zoffany place la main droite de Patch sur le tableau tout en lui faisant faire un geste ironique vers une sculpture classique de lutteurs nus avec sa gauche.
Patch s'est gravé deux fois, une fois sa tête est attachée au corps d'un taureau, et il s'inclut dans plusieurs de ses groupes de caricatures. Dans ses peintures au Royal Albert Memorial Museum à Exeter et au Yale Center for British Art à New Haven, il est représenté comme un buste sculpté exposé sur une applique murale et dans la peinture de douze pieds de long à la Lewis Walpole Library à Yale (une autre version est à Chatsworth, Derbyshire) d'un groupe d'Anglais au palais de Sir Horace à Florence, " The Golden Asses ", l'artiste est assis à califourchon sur l'équidé éponyme.

## Galerie

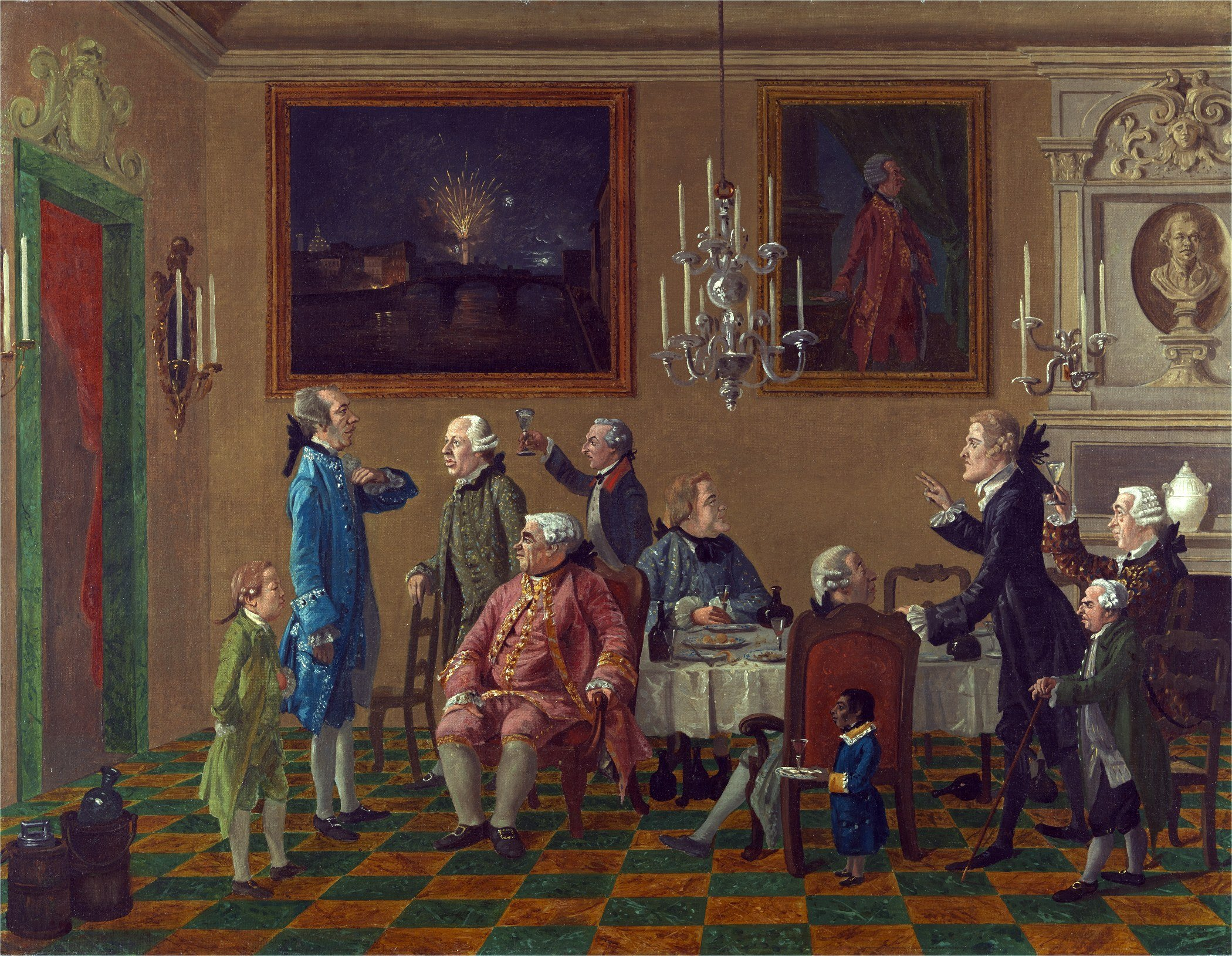
Gentlemen britanniques à la maison de Sir Horace Mann à Florence (vers 1765), dont John Tylney, 2e comte Tylney ; Actuellement au Yale Center for British Art, Collection Paul Mellon
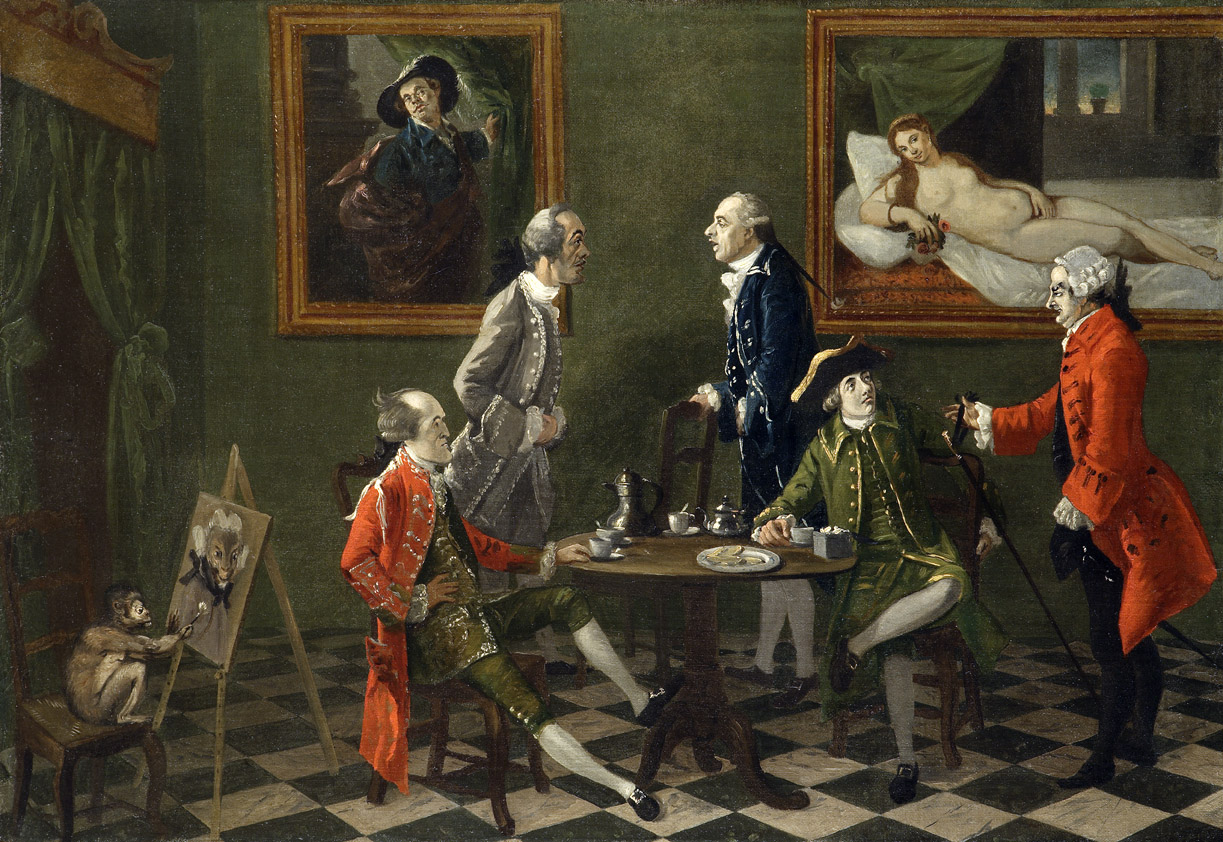
The Cognoscenti: y compris le capitaine Walcot, M. Apthorpe et Thomas Patch (1757–59)
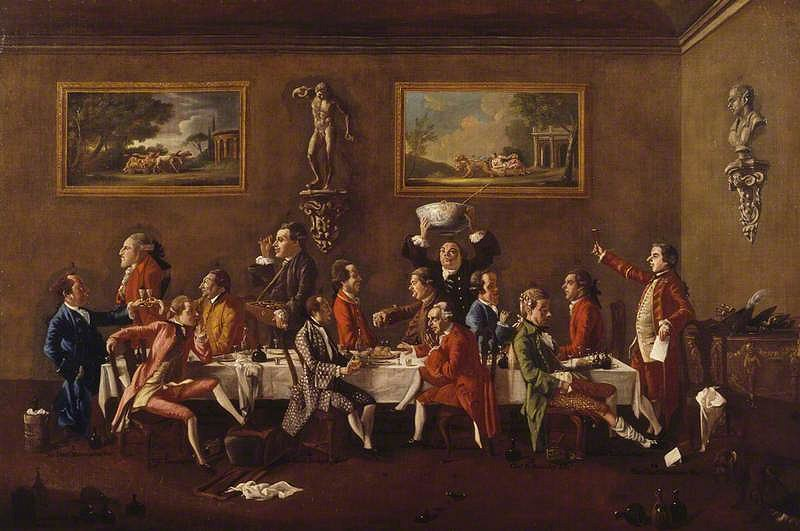
Une Punch Party à Florence (1760)
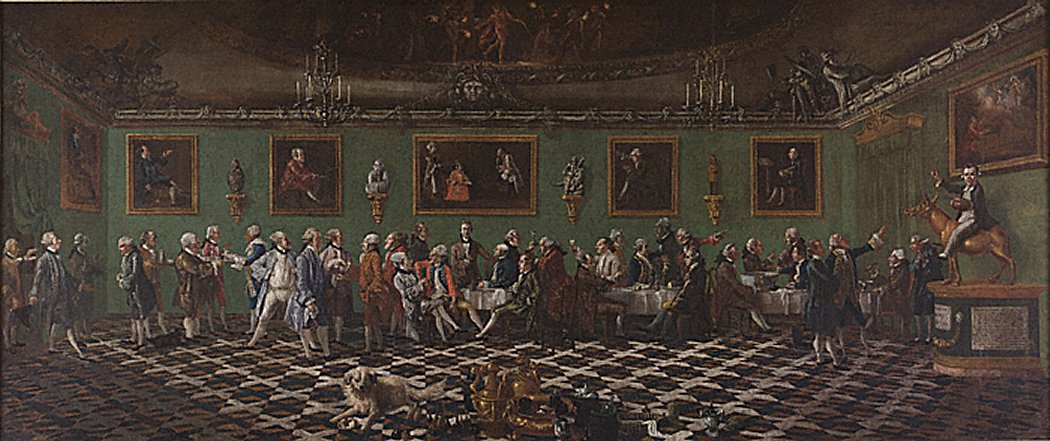
Les ânes d'or (1761)
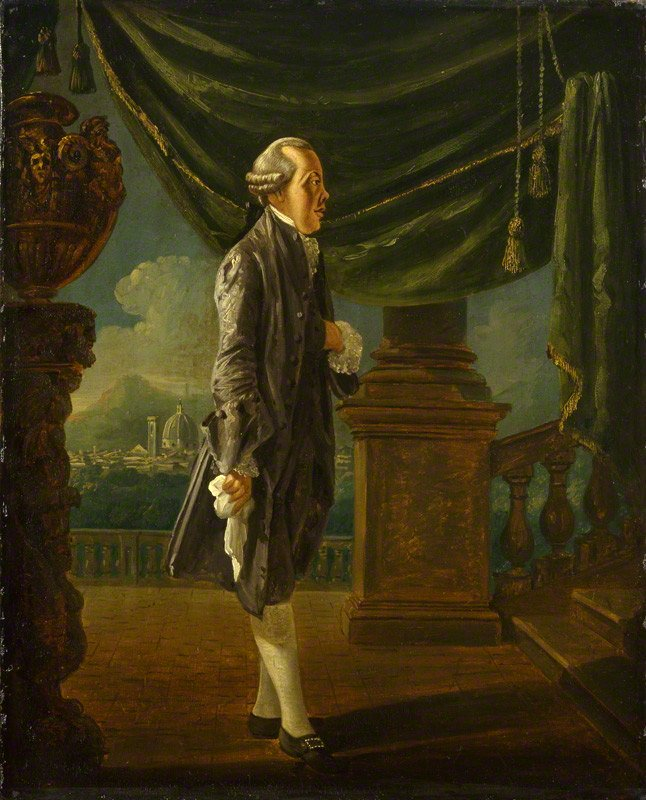
John Ker, 3e duc de Roxburghe (vers 1761)
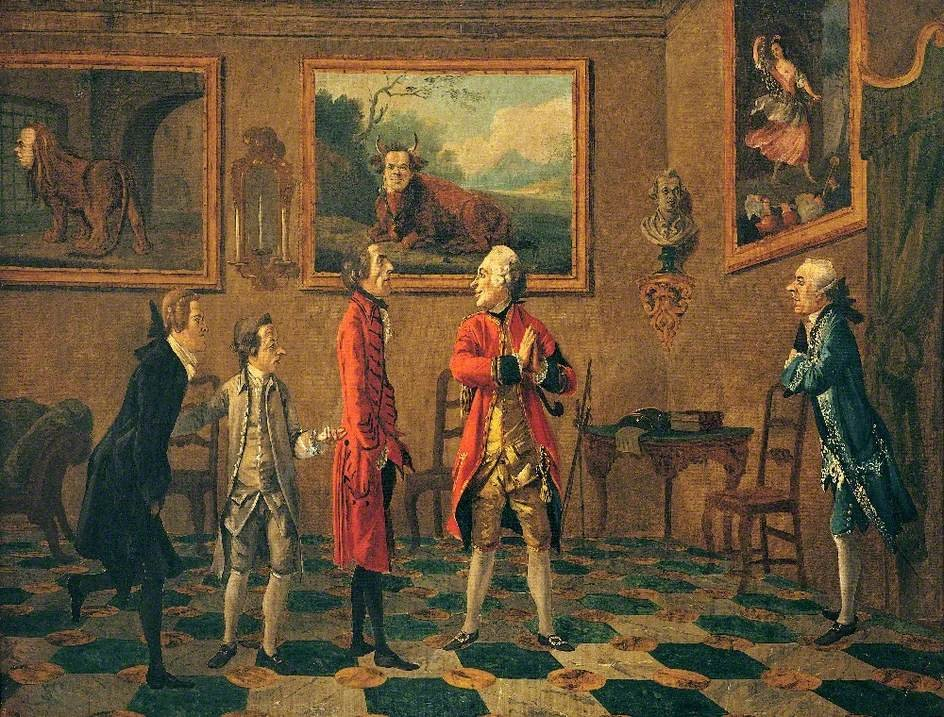
Passer avec un morceau de conversation
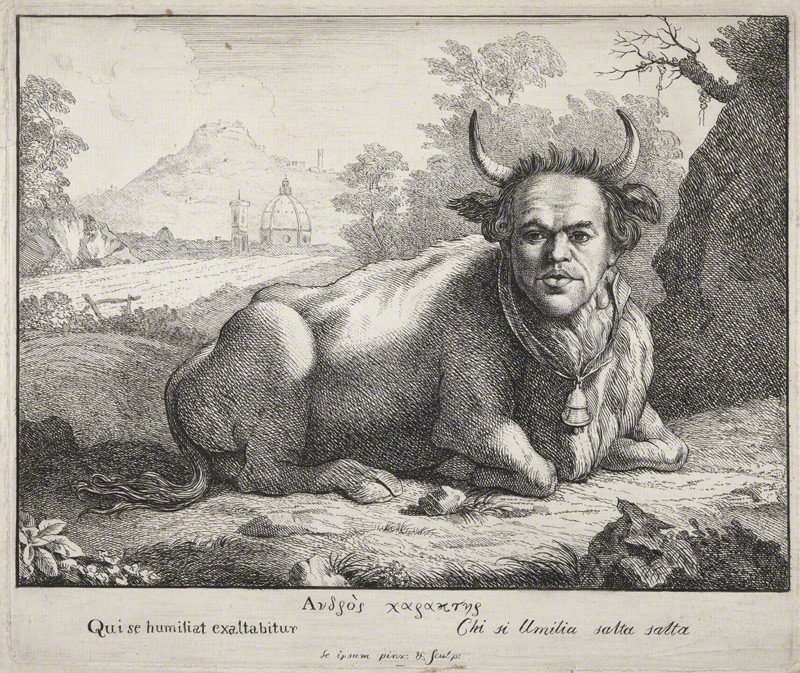
Autoportrait comme taureau, eau-forte (fin des années 1760)
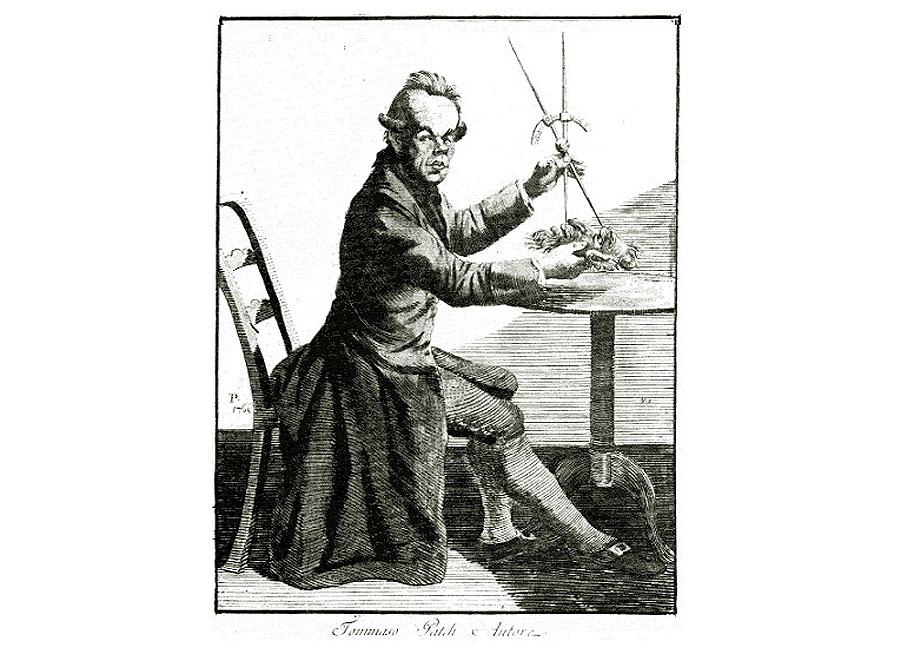
Autoportrait aux étriers (vers 1769)
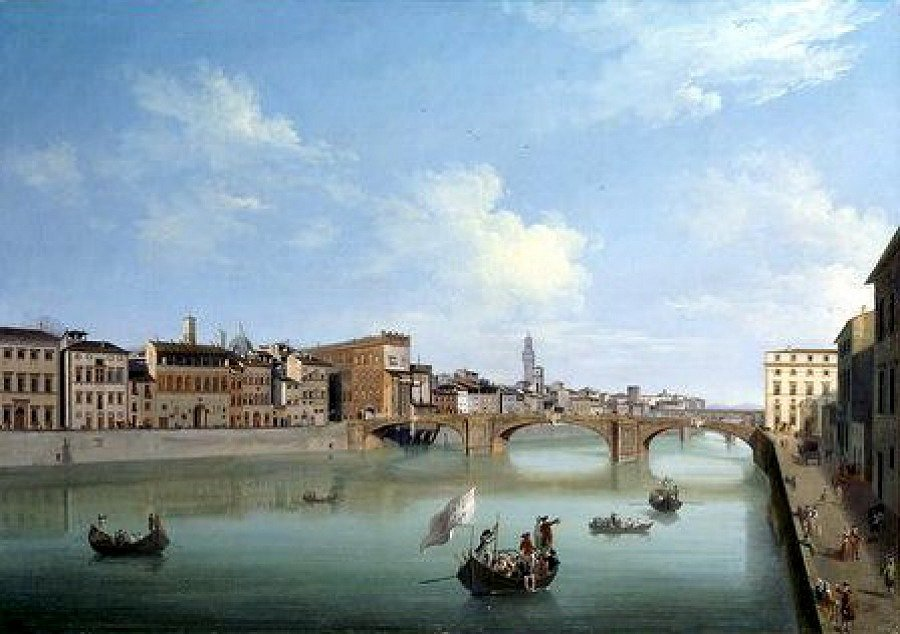
Vue de l'Arno avec le Ponte Santa Trinità, Florence (1769)
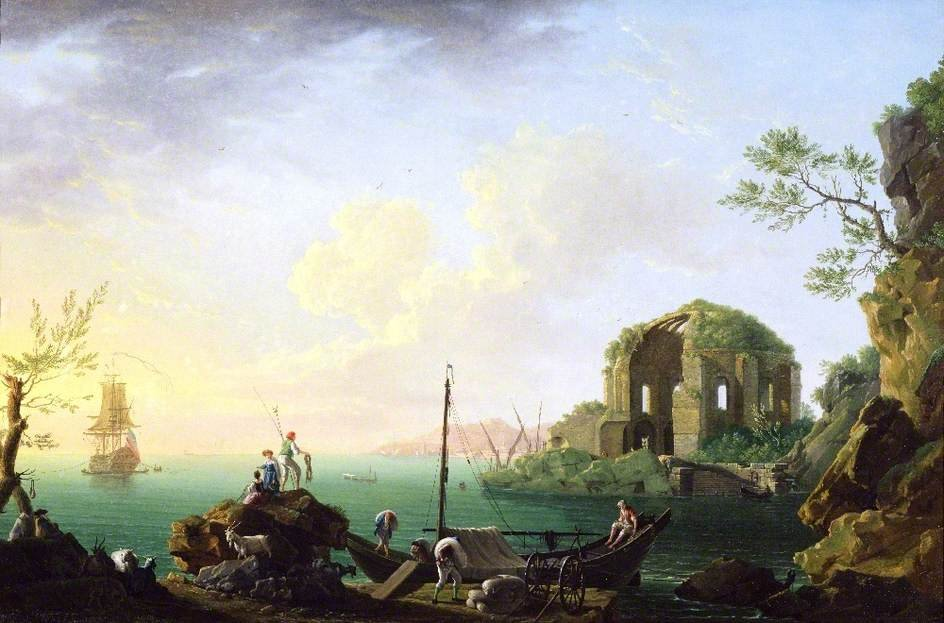
Scène de port italien, coucher de soleil (1770)
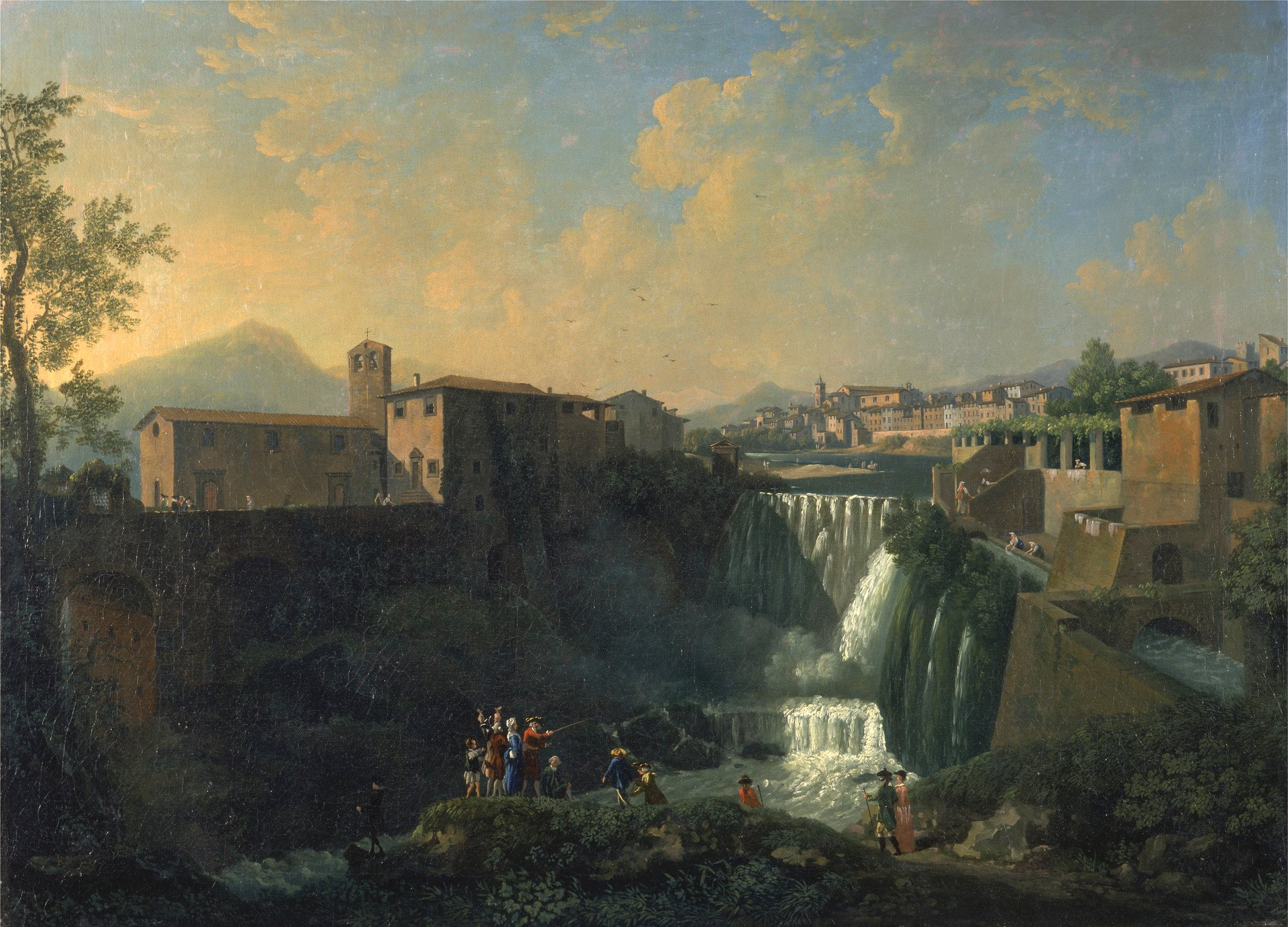
Une vue de Tivoli
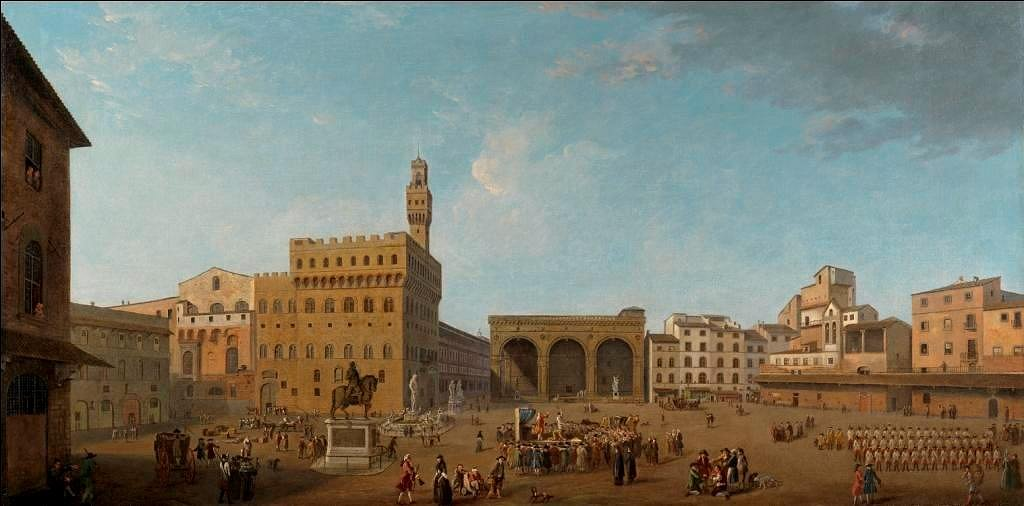
Vue de la Piazza della Signoria